# 御庭阁
御庭阁（英語：The Astaka），是位于马来西亚柔佛州新山市的摩天大楼，其双栋住宅大厦紧邻拥有135年历史的柔佛名人博物馆。其A座为东南亚最高的住宅公寓大楼，也是吉隆坡以外马来西亚最高的摩天楼。
御庭阁分别为A座和B座，它为于2018年6月在马来西亚柔佛州依斯干达经济特区开业，并提供438套公寓，包括服务式公寓。御庭阁位于32米高的武极盛荣（Bukit Senyum）让其总高超过300米。御庭阁临市中心，并设有游泳池和多功能室。新酒店，购物中心和办公大楼的未来计划也在进行中。

## 新山市政厅

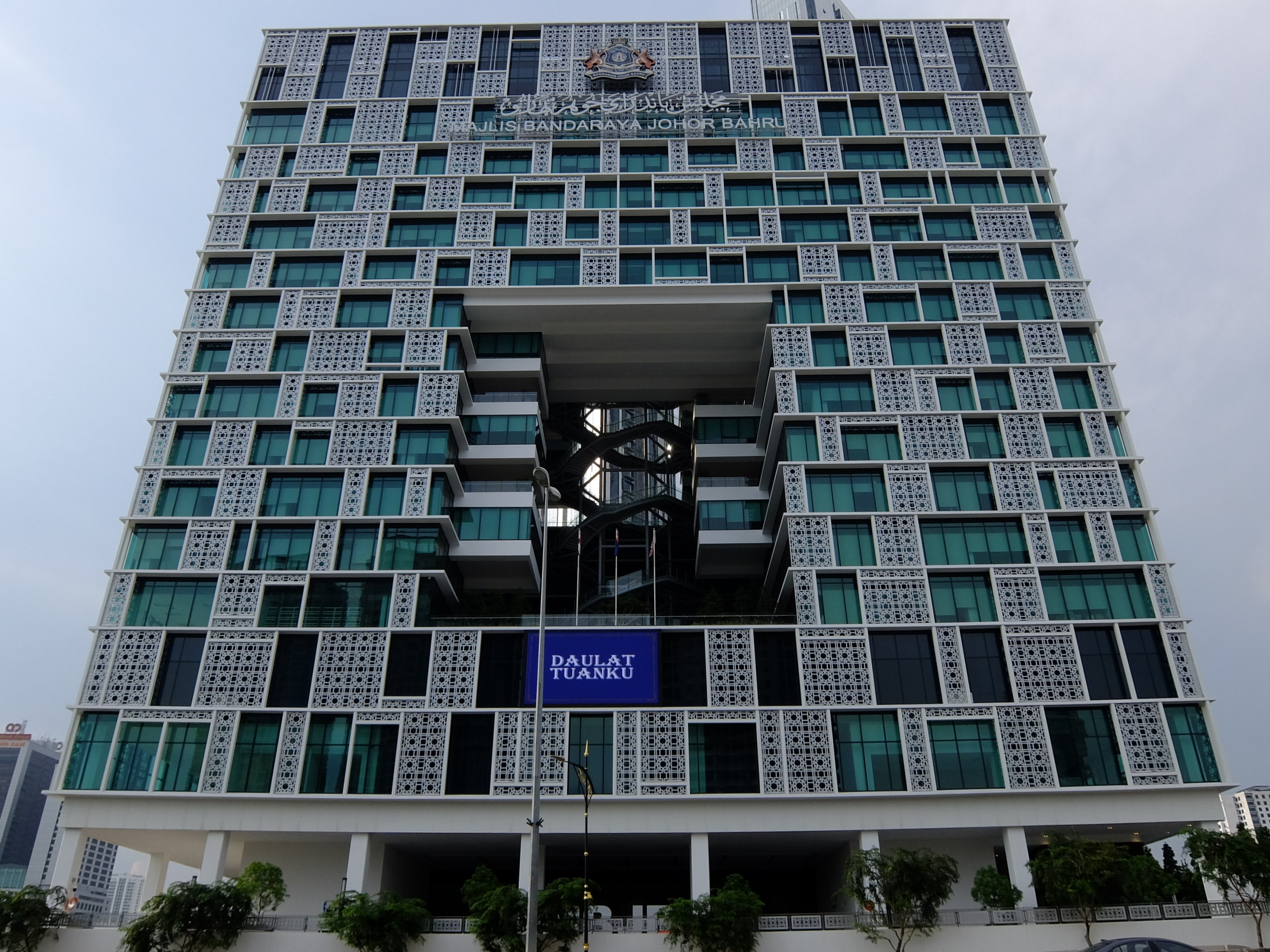
新山市市政厅，后端为御庭阁

新山市市政厅位于御庭阁的前端，也是该项目的建筑之一，建成于2020年，为新山市新的市政厅。